# Анте Дамић
Анте Дамић (Опузен, код Метковића, 7. децембар 1923 — Београд, 6. јануар 2017), учесник Народноослободилачке борбе и генерал-потпуковник ЈНА.

## Биографија
Рођен је 7. децембра 1923. године у Опузену, код Метковића. Његов отац Јуре био је поморац и радио је у Лучкој капетанији у Опузену, а мајка је била домаћица. Она је умрла 1928. године, када је Анте имао свега пет година. Основну школу је учио у Опузену,
Потом се школовао у Метковићу и Макарској, а касније је учио Трговачку академију у Сарајеву. Током школовања, прикључио се омладинском револуционарном покрету. Године 1941. је требало да пође на Економски факултет у Загребу, али га је у томе омео почетак Другог светског рата у Југославији. Непосредно пред напад на Краљевину Југославију, крајем марта 1941. вратио се у родно место.
Током лета 1941. године укључио се у Народноослободилачки покрет (НОП), а у октобру је постао члан Комунистичке партије Југославије (КПЈ). Јануара 1942. године, након једне акције био је ухапшен, али убрзо пуштен. Том приликом био је ухапшен и његов отац Јуре, кога су усташе потом обесиле. Маја 1942. године отишао је у Херцеговину, где се прукључио Неретванској партизанској чети, коју је предводио народни херој Јуре Галић Велики. Прва борба у којој је учествовао била је 20. маја 1942. године са усташком Црном легијом.
Борци Неретванске партизанске чете су касније ушли у састав Омладинске чете Биоковског партизанског батаљона, а крајем августа 1942. године ова чета је постала део Прве пролетерске ударне бригаде, односно њеног Петог батаљона, под командом народног хероја Милоја Милојевића.